# Österreichische Badmintonmeisterschaft 2002
Die Österreichische Badmintonmeisterschaft 2002 fand vom 3. bis zum 5. Mai 2002 in Klagenfurt statt. Es war die 45. Auflage der Meisterschaften.

## Medaillengewinner
| Disziplin    | Gold                         | Silber                               | Bronze                              |
| ------------ | ---------------------------- | ------------------------------------ | ----------------------------------- |
| Herreneinzel | Jürgen Koch                  | Peter Kreulitsch                     | Heimo Götschl                       |
| Herreneinzel | Jürgen Koch                  | Peter Kreulitsch                     | Peter Moritz                        |
| Dameneinzel  | Verena Fastenbauer           | Simone Prutsch                       | Tina Riedl                          |
| Dameneinzel  | Verena Fastenbauer           | Simone Prutsch                       | Sabine Franz                        |
| Herrendoppel | Harald Koch Jürgen Koch      | Peter Moritz Peter Kreulitsch        | Armin Kreulitsch Thomas Pipan       |
| Herrendoppel | Harald Koch Jürgen Koch      | Peter Moritz Peter Kreulitsch        | Alexander Moser Michael Lahnsteiner |
| Damendoppel  | Simone Prutsch Sabine Franz  | Bettina Weilguni Irina Serova        | Verena Fastenbauer Karina Lengauer  |
| Damendoppel  | Simone Prutsch Sabine Franz  | Bettina Weilguni Irina Serova        | Iris Freimüller Susanne Hagleitner  |
| Mixed        | Jürgen Koch Bettina Weilguni | Michael Lahnsteiner Ruth Kleinfelder | Harald Koch Tina Riedl              |
| Mixed        | Jürgen Koch Bettina Weilguni | Michael Lahnsteiner Ruth Kleinfelder | Peter Moritz Karina Lengauer        |